# FC Emmen in het seizoen 2013/14
Het seizoen 2013/2014 was het 29ste jaar in het betaalde voetbal van de Emmer voetbalclub FC Emmen. De club kwam uit in de Nederlandse Eerste divisie en nam deel aan het toernooi om de KNVB beker. De club had voor het eerst sinds jaren weer een eigen jeugdopleiding met A, B, C, D en E junioren.

## Wedstrijden

### Voorbereiding/vriendschappelijk
| Datum      | Locatie                          | Tegenstander    | Uitslag | Doelpuntenmakers Emmen |  |
| ---------- | -------------------------------- | --------------- | ------- | --- |  |
| 28-06-2013 | Sportpark Brinkendal, Emmen      | VV Bargeres     | 9-0     | '24 Martinus, '34 Martinus, '44 v/d Linden, '47 Resida, '78 Maynard, '79 Martinus, '86 Weghorst, '87 Seedorf, '88 Seedorf                                                                                           |  |
| 02-07-2013 | Sportpark de Kampen, Schoonebeek | SVV '04         | 14-0    | '7 Dantuma, '11 Weghorst, '13 Eigen doelpunt tegenstander, '40 v/d Linden, '42 Weghorst, '45 Weghorst, '47 Seedorf, '57 Almeida, '65 Seedorf, '72 Seedorf, '73 Almubaraki, '76 Almeida, '77 Almeida, '89 Almubaraki |  |
| 06-07-2013 | Sportpark Schutlanden, Hoogeveen | PEC Zwolle      | 1-3     | '64 Almubaraki (strafschop) |  |
| 09-07-2013 | Sportpark Roswinkel, Roswinkel   | SC Roswinkel    | 13-0    | '23 Resida, '46 Tarvajärvi, '52 Bannink, '60 Weghorst, '61 Weghorst, '63 Weghorst, '64 Weghorst, '65 Weghorst, '70 Weghorst (strafschop), '72 Weghorst, '78 Weghorst, '85 Dantuma, '88 Martinus                     |  |
| 13-07-2013 | Sportpark Lonapark, Loenen       | FC Utrecht      | 1-2     | '49 Bannink |  |
| 16-07-2013 | Sportpark De Rohorst, Den Ham    | Heracles Almelo | 0-1     | n.v.t. |  |
| 20-07-2013 | Univé Stadion, Emmen             | Rangers FC      | 0-1     | n.v.t. |  |
| 27-07-2013 | Sportpark Uitwierde, Delfzijl    | FC Groningen    | 1-1     | '55 Bannink |  |

### Competitie
| Speelronde | Datum      | Locatie                     | Tegenstander     | Uitslag | Doelpuntenmakers Emmen                                                            | Bijzonderheden |
| ---------- | ---------- | --------------------------- | ---------------- | ------- | --------------------------------------------------------------------------------- | --- |
| 1          | 03-08-2013 | Stadion Meerdijk            | Achilles '29     | 2-2     | '18 Bannink, '89 Weghorst                                                         | Betaald Voetbal-debutant Achilles '29 pakt direct een punt, nota bene in een uitwedstrijd                            |
| 2          | 09-08-2013 | Sportpark Schoonenberg      | SC Telstar       | 3-2     | '17 Almeida, '78 Weghorst                                                         | |
| 3          | 17-08-2013 | Stadion Meerdijk            | FC Den Bosch     | 0-0     | n.v.t.                                                                            | |
| 4          | 26-08-2013 | Sportpark De Toekomst       | Jong Ajax        | 1-1     | '49 Bannink                                                                       | Eerste Jupiler League wedstrijd op Sportpark De Toekomst                                                             |
| 5          | 30-08-2013 | Stadion Meerdijk            | SBV Excelsior    | 1-0     | '21 Bergkamp                                                                      | Eerste competitie overwinning dit seizoen van Emmen                                                                  |
| 6          | 02-09-2013 | Lavans Stadion              | Helmond Sport    | 2-5     | '36 Siekman, '43 Metaj                                                            | |
| 7          | 09-09-2013 | Stadion Meerdijk            | FC Oss           | 5-0     | '32 Olijve, '41 Bannink, '44 Resida, '47 Martinus, '87 Olijve                     | FC Oss interim-trainer Klaas Wels is ook trainer van SV Deurne. De eerste tegenstander van FC Emmen in de KNVB Beker |
| 8          | 16-09-2013 | Grolsch Veste               | Jong FC Twente   | 1-2     | '25 Bannink, '90 Weghorst                                                         | De duizendste wedstrijd van FC Emmen in de eerste divisie                                                            |
| 9          | 20-09-2013 | Stadion Meerdijk            | VVV-Venlo        | 2-0     | '51 Resida, '64 Bannink                                                           | |
| 10         | 27-09-2013 | De Geusselt                 | MVV Maastricht   | 0-0     | n.v.t.                                                                            | |
| 11         | 05-10-2013 | Stadion Meerdijk            | Willem II        | 1-0     | '66 Weghorst                                                                      | |
| 12         | 12-10-2013 | Jan Louwers Stadion         | FC Eindhoven     | 2-2     | '23 Bergkamp, '90 Weghorst                                                        | |
| 13         | 18-10-2013 | GN Bouw Stadion             | FC Dordrecht     | 4-2     | '8 Metaj (pen.), '90 Olijve                                                       | FC Dordrecht kreeg in de 8e minuut al een rode kaart maar won wel                                                    |
| 14         | 25-10-2013 | Stadion Meerdijk            | Almere City FC   | 2-1     | '47 Bergkamp, '51 Bergkamp                                                        | |
| 15         | 02-11-2013 | Stadion Meerdijk            | Sparta Rotterdam | 0-1     | n.v.t.                                                                            | Weghorst mist penalty in 86e minuut                                                                                  |
| 16         | 08-11-2013 | Trendwork Arena             | Fortuna Sittard  | 2-0     | n.v.t.                                                                            | Dave Padding (jeugd) maakt debuut en is de jongste FC Emmen speler ooit                                              |
| 17         | 16-11-2013 | Stadion Meerdijk            | Jong PSV         | 0-2     | n.v.t.                                                                            | |
| 18         | 22-11-2013 | Krasstadion                 | FC Volendam      | 1-5     | '2 Almubaraki, '62 Schilder (eigen goal), '85 Weghorst, '90 Martinus, '90 Bannink | |
| 19         | 29-11-2013 | De Vijverberg               | De Graafschap    | 4-0     | n.v.t.                                                                            | Maurice Kampman (jeugd) maakt zijn debuut door middel van een invalbeurt                                             |
| 20         | 07-12-2013 | Stadion Meerdijk            | Helmond Sport    | 2-2     | '6 Bannink, '32 Bannink                                                           | |
| 21         | 13-12-2013 | Stadion Woudestein          | SBV Excelsior    | 2-2     | '12 Rozema, '58 Martinus                                                          | FC Emmen gaf een voorsprong weg terwijl het op dat moment een man meer op het veld had                               |
| 22         | 22-12-2013 | De Vliert                   | FC Den Bosch     | 4-3     | '43 Resida, '49 Weghorst, '90 Bergkamp                                            | |
| 23         | 17-01-2014 | Stadion Meerdijk            | Jong Ajax        | 4-0     | '12 Bergkamp , '52 Bannink, '76 Resida, '80 Resida                                | |
| 24         | 24-01-2014 | Stadion Meerdijk            | SC Telstar       | 4-1     | '30 De Groot, '69 Bergkamp, '84 Weghorst, '89 Weghorst                            | |
| 25         | 01-02-2014 | Sportpark De Heikant        | Achilles '29     | 0-0     | n.v.t.                                                                            | Eerste wedstrijd van FC Emmen op Sportpark de Heikant sinds Achilles'29 in de Jupiler League speelt                  |
| 26         | 07-02-2014 | Univé Stadion               | FC Dordrecht     | 1-6     | '51 Weghorst                                                                      | |
| 27         | 14-02-2014 | Mitsubishi Forklift-Stadion | Almere City FC   | 1-4     | '16 Bergkamp, '39 Bergkamp, '52 ,Bannink, '56 Bannink                             | |
| 28         | 24-02-2014 | Jan Louwers Stadion         | Jong PSV         | 2-0     | n.v.t.                                                                            | |
| 29         | 01-03-2014 | Stadion Meerdijk            | FC Volendam      | 4-1     | '22 Bergkamp, '28 Schokker, '37 Bannink, '65 Bergkamp                             | |
| 30         | 10-03-2014 | Stadion Meerdijk            | De Graafschap    | 1-2     | 90+4 Metaj                                                                        | |
| 31         | 14-03-2014 | Frans Heesen Stadion        | FC Oss           | 0-8     | n.v.t.                                                                            | De grootste nederlaag ooit van FC Emmen                                                                              |
| 32         | 21-03-2014 | Stadion Meerdijk            | FC Eindhoven     | 1-0     | '73 Bergkamp                                                                      | |
| 33         | 29-03-2014 | Stadion Meerdijk            | Jong FC Twente   | 2-0     | '4 De Groot, '90 Metaj                                                            | |
| 34         | 04-04-2014 | Seacon Stadion - De Koel    | VVV-Venlo        | 2-1     | '30 Bergkamp                                                                      | |
| 35         | 12-04-2014 | Stadion Meerdijk            | MVV              | 1-3     | '27 Weghorst                                                                      | |
| 36         | 18-04-2014 | Koning Willem II Stadion    | Willem II        | 3-2     | '9 Tim Siekman, '31 Görtz                                                         | De eerste goal van Görtz sinds 7 november 2008                                                                       |
| 37         | 21-04-2014 | Sparta-Stadion Het Kasteel  | Sparta Rotterdam | 1-2     | '35 Bergkamp, '49 Metaj                                                           | |
| 38         | 25-04-2014 | Stadion Meerdijk            | Fortuna Sittard  | 1-1     | '39 Bannink                                                                       | Drie spelers maakten hun debuut: Woering, Mulder en Barrie                                                           |

### KNVB Beker
| Ronde | Datum      | Locatie                   | Tegenstander     | Uitslag | Doelpuntenmakers Emmen   | Bijzonderheden |
| ----- | ---------- | ------------------------- | ---------------- | ------- | ------------------------ | -------------- |
| 2     | 24-09-2013 | Sportpark De Kranenmortel | SV Deurne        | 2-0     | '31 Rozema, '85 Weghorst |                |
| 3     | 29-10-2013 | Stadion Meerdijk          | IJsselmeervogels | 2-3     | '7 Bannink, '19 Martinus |                |

## Statistieken

### Tussenstand FC Emmen in de Nederlandse Eerste Divisie 2013 / 2014
| Stand | Gespeeld | Gewonnen | Gelijk | Verloren | Punten | Doelpunten voor | Doelpunten tegen |
| ----- | -------- | -------- | ------ | -------- | ------ | --------------- | ---------------- |
| 12    | 38       | 14       | 9      | 15       | 51     | 64              | 68               |

### Topscorers
| #      | Naam                        | Goal |
| ------ | --------------------------- | ---- |
| 1.     | Roland Bergkamp             | 14   |
| 2.     | Alexander Bannink           | 12   |
| 3.     | Wout Weghorst               | 11   |
| 4.     | Leandro Resida              | 5    |
| 4.     | Shkodran Metaj              | 5    |
| 6.     | Frank Olijve                | 3    |
| 6.     | Quenten Martinus            | 3    |
| 8.     | Bart de Groot               | 2    |
| 8.     | Tim Siekman                 | 2    |
| 10.    | Elson do Rosario Almeida    | 1    |
| 10.    | Kevin Görtz                 | 1    |
| 10.    | Anmar Almubaraki            | 1    |
| 10.    | Sander Rozema               | 1    |
| 10.    | Oebele Schokker             | 1    |
| 10.    | Eigen doelpunt tegenstander | 1    |
| Totaal | Totaal                      | 63   |

| #      | Naam              | Goal |
| ------ | ----------------- | ---- |
| 1.     | Sander Rozema     | 1    |
| 1.     | Wout Weghorst     | 1    |
| 1.     | Quenten Martinus  | 1    |
| 1.     | Alexander Bannink | 1    |
| Totaal | Totaal            | 4    |

| #      | Naam                        | Goal |
| ------ | --------------------------- | ---- |
| 1.     | Wout Weghorst               | 12   |
| 2.     | Regilio Seedorf             | 5    |
| 3.     | Quenten Martinus            | 4    |
| 4.     | Elson do Rosario Almeida    | 3    |
| 4.     | Anmar Almubaraki            | 3    |
| 6.     | Antoine van der Linden      | 2    |
| 6.     | Frits Dantuma               | 2    |
| 6.     | Leandro Resida              | 2    |
| 6.     | Alexander Bannink           | 2    |
| 10.    | Kelvin Maynard              | 1    |
| 10.    | Niklas Tarvajärvi           | 1    |
| 10.    | Eigen doelpunt tegenstander | 1    |
| Totaal | Totaal                      | 37   |

### Jeugd
| Team        | Hoofdtrainer   | Niveau      | Eindstand | Bijzonderheden              |
| ----------- | -------------- | ----------- | --------- | --------------------------- |
| FC Emmen A1 | Claus Boekweg  | 4e divisie  | 1e        | Gepromoveerd                |
| FC Emmen B1 | Paul Weerman   | 2e divisie  | 3e        | Geplaatst voor nacompetitie |
| FC Emmen C1 | Rick Slor      | 1e divisie  | 12e       | Gedegradeerd                |
| FC Emmen D1 | Paul Kamphuis  | 1e divisie  | 8e        |                             |
| FC Emmen D2 | Henk Venema    | 2e divisie  | 9e        |                             |
| FC Emmen E1 | Alwin Braakman | Hoofdklasse | 6e        |                             |

## Voorlopige selectie

### Technische staf
| Naam             | Functie            |
| ---------------- | ------------------ |
| Joop Gall        | Hoofdtrainer       |
| Martin Drent     | Assistent-trainer  |
| Richard Moes     | Keeperstrainer     |
| Erwin Buurmeijer | Revalidatietrainer |
| Berry Lampe      | Fysiotherapeut     |
| Jan Haak         | Verzorger          |
| Harm Hensens     | Elftalleider       |

### Spelers

#### Keepers
| Naam               | Contract tot | Seizoen bij Emmen | Vorige club     | Debuut voor Emmen |
| ------------------ | ------------ | ----------------- | --------------- | ----------------- |
| Peter van der Vlag | 2015         | 2e                | Go Ahead Eagles | 10 augustus 2012  |
| Bart Woering       | 2014         | 2e                | VV Sleen        |                   |
| Jurjan Wouda       |              | 1e                | SC Heerenveen   |                   |

#### Verdedigers
| Naam                         | Contract tot | Seizoen bij Emmen | Vorige club     | Debuut voor Emmen |
| ---------------------------- | ------------ | ----------------- | --------------- | ----------------- |
| Said Bakkati                 | 2014         | 2e                | PEC Zwolle      | 10 augustus 2012  |
| Kevin Görtz                  | 2014         | 8e                | Eigen jeugd     | 2 maart 2007      |
| Antoine van der Linden       | 2015         | 4e                | Heracles Almelo | 19 augustus 2001  |
| Tim Siekman                  | 2015         | 4e                | HHC Hardenberg  | 26 oktober 2007   |
| Maurice Kampman              |              | 1e                | jeugd           | 29 november 2013  |
| Luis Pedro da Silva Ferreira | 2015         | 1e                | SC Veendam      | 3 augustus 2013   |
| Bart de Groot                | 2016         | 4e                | sc Heerenveen   | 13 augustus 2010  |

#### Middenvelders
| Naam              | Contract tot | Seizoen bij Emmen | Vorige club     | Debuut voor Emmen |
| ----------------- | ------------ | ----------------- | --------------- | ----------------- |
| Anmar Almubaraki  | 2014         | 2e                | Heracles Almelo | 10 augustus 2012  |
| Alexander Bannink | 2015         | 2e                | PEC Zwolle      | 10 augustus 2012  |
| Shkodran Metaj    | 2014         | 3e                | FC Groningen    | 5 augustus 2011   |
| Yannick de Wit    | 2014         | 2e                | Go Ahead Eagles | 17 september 2012 |
| Sander Rozema     | 2015         | 1e                | SC Veendam      | 9 augustus 2013   |
| Frank Olijve      | 2015         | 1e                | PEC Zwolle      | 17 augustus 2013  |

#### Aanvallers
| Naam                     | Contract tot        | Seizoen bij Emmen | Vorige club               | Debuut voor Emmen |
| ------------------------ | ------------------- | ----------------- | ------------------------- | ----------------- |
| Wout Weghorst            | 2014                | 2e                | Willem II                 | 10 augustus 2012  |
| Quenten Martinus         | 2014                | 1e                | Ferencvárosi TC           | 03 augustus 2013  |
| Elson do Rosario Almeida | 2014                | 3e                | FC Utrecht                | 5 augustus 2011   |
| Leandro Resida           | 2015                | 1e                | SC Telstar                | 3 augustus 2013   |
| Frits Dantuma            | 2014                | 1e                | SC Cambuur                | 3 augustus 2013   |
| Roland Bergkamp          | 2014                | 1e                | Brighton & Hove Albion FC | 3 augustus 2013   |
| Oebele Schokker          | 2014 (huurcontract) | 1e                | SC Cambuur (huur)         |                   |

## Mutaties

### Aangetrokken

#### Spelers
| Naam                         | Contract tot | Vorige club               | Transfersom  | Opmerkingen                                                               |
| ---------------------------- | ------------ | ------------------------- | ------------ | ------------------------------------------------------------------------- |
| Tim Siekman                  | 2015         | HHC Hardenberg            | Transfervrij | Speelde eerder voor FC Emmen                                              |
| Sander Rozema                | 2014         | SC Veendam                | Transfervrij | FC Emmen heeft een optie om het contract met een jaar te verlengen        |
| Quenten Martinus             | 2014         | Ferencvárosi TC           | Transfervrij | FC Emmen heeft een optie om het contract met een jaar te verlengen        |
| Luis Pedro da Silva Ferreira | 2014         | SC Veendam                | Transfervrij | FC Emmen heeft een optie om het contract met een jaar te verlengen        |
| Frank Olijve                 | 2014         | PEC Zwolle                | Transfervrij | FC Emmen heeft een optie om het contract met een jaar te verlengen        |
| Leandro Resida               | 2014         | SC Telstar                | Transfervrij |                                                                           |
| Jurjan Wouda                 |              | SC Heerenveen             | Transfervrij |                                                                           |
| Frits Dantuma                | 2014         | SC Cambuur                | Transfervrij |                                                                           |
| Roland Bergkamp              | 2014         | Brighton & Hove Albion FC | Transfervrij |                                                                           |
| Leon Broekhof                | amateur      | SC Cambuur                | Transfervrij | Contract bij Cambuur werd dag voor het aantrekken door FC Emmen ontbonden |
| Oebele Schokker              | 2014         | SC Cambuur                | Huur         | Kwam in de winterstop                                                     |

#### Technische staf
| Naam         | Functie           | Opmerkingen                             |
| ------------ | ----------------- | --------------------------------------- |
| Martin Drent | Assistent-trainer | Voor FC Emmen actief geweest als speler |
| Harm Hensens | Elftalleider      |                                         |

### Vertrokken

#### Spelers
| Naam            | Vertrekt naar    | Transfersom |
| --------------- | ---------------- | --- |
| Ruud ter Heide  | SVZW             | transfervrij (contract liep nog een jaar door)                                                                                          |
| Tom Hiariej     | FC Groningen     | was gehuurd van FC Groningen |
| Matías Jones    | FC Groningen     | was gehuurd van FC Groningen |
| Norair Mamedov  | Willem II        | was gehuurd van Zwolle |
| Jorrit Kunst    | WKE              | transfervrij |
| Roan Poelstra   | WKE              | transfervrij |
| Marijn Sterk    | OFC              | transfervrij |
| Kay Velda       | De Graafschap    | transfervrij |
| Rutger Worm     | Chiangrai United | transfervrij |
| Harm Zeinstra   | SC Cambuur       | transfervrij |
| Marvin Wijks    | Rijnsburgse Boys | transfervrij |
| Eldridge Rojer  | WKE              | transfervrij |
| Randel Shakison | AFC              | transfervrij |
| Kelvin Maynard  | Antwerp FC       | transfervrij |
| Leon Broekhof   | Gestopt          | Na ruim 3 weken weer vertrokken nadat hij geen plaats wist te bemachtigen, hij besloot zich op een maatschappelijk carrière te richten. |
| Bart de Groot   | Harkemase Boys   | |

#### Technische staf
| Naam               | Functie           | Opmerkingen                                |
| ------------------ | ----------------- | ------------------------------------------ |
| Joseph Oosting     | Assistent-trainer | Wordt technisch coördinator jeugdopleiding |
| Jannes Wolters     | Assistent-trainer |                                            |
| Rini van Vilsteren | Elftalleider      |                                            |

Achilles '29 ·
Jong Ajax ·
Almere City FC ·
FC Den Bosch ·
FC Dordrecht ·
FC Eindhoven ·
FC Emmen ·
Excelsior ·
Fortuna Sittard ·
De Graafschap ·
Helmond Sport ·
MVV Maastricht ·
FC Oss ·
Jong PSV ·
Sparta Rotterdam ·
Telstar ·
Jong FC Twente ·
VVV-Venlo ·
FC Volendam ·
Willem II